# 광주무등경기장
광주무등경기장(光州無等競技場, Gwangju Mudeung Stadium)은 대한민국 광주광역시에 있었던 스포츠 시설이다. 야구 경기장 2개로 구성되어 있다. 과거에는 스포츠 경기장 종합 단지였다. 축구와 육상 경기를 할 수 있는 다목적경기장인 주경기장과 광주무등경기장 야구장, 종합체육관, 승마장, 양궁장, 테니스장이 있었으며 수영장은 1993년에 건립되었다가 2008년 철거되었다. 2011년에 축구장인 주경기장의 일부 시설을 남겨두고 신형 야구장인 광주기아챔피언스필드로 사실상 신축하였다. 따라서 현재는 야구장 2개가 있으며, 구 야구장의 관중석을 철거해 사회인 풋살장과 클라이밍장을 조성할 예정이다.

## 시설

### 주경기장
주경기장의 경우 1988년 서울올림픽 축구 종목의 국제 축구 경기 그리고 1983년 프로축구 1984년 프로축구 1986년 프로축구 1989년 프로축구와 1997년 FA컵의 국내 축구 경기가 개최되었으며 전북 현대 다이노스가 1999년 6월 30일(VS 안양 LG), 7월 7일(VS 천안 일화), 8월 21일(VS 울산 현대), 8월 25일(VS 천안 일화) 프로축구 홈경기를 치뤘으며 이에 앞서 1990년 7월 28일, 7월 30일, 8월 1일에 R리그 경기가 개최되었다. 하지만 시설이 낡고 오래 되어 광주월드컵경기장이 개장된 이후 거의 사용되지 않고 지역 행사용으로만 사용되어 왔으나 연고 프로 야구단인 KIA 타이거즈의 새로운 홈 구장 건설이 확정되면서 2011년 11월 24일에 성화대를 제외한 시설이 철거되었고 그 자리에 광주-기아 챔피언스 필드가 건립되었다. 사실상 신축이지만 법적으로는 주경기장을 야구장으로 개축한 것이 되어 예산지원을 받을 수 있었다. 성화대 하부공간은 야구박물관으로 개조되었다.

### 기타
종합체육관, 승마장, 양궁장, 테니스장이 있었다. 현재는 염주종합체육관, 광주국제양궁장 등이 들어서면서 사용되지 않게 되어 철거되었다.

## 기록

### 1978년 박대통령컵 쟁탈 국제축구대회
| 날짜            | 팀 1            | 스코어 | 팀 2          | 라운드 |
| --------------- | --------------- | ------ | ------------- | ------ |
| 1978년 9월 12일 | 멕시코 XI       | 2 - 0  | 미국 올림픽팀 | C조    |
| 1978년 9월 14일 | 파울리스타 U-21 | 3 - 0  | 인도네시아    | D조    |
| 1978년 9월 14일 | 대한민국 충무   | 4 - 2  | 태국          | D조    |

### 1979년 대통령배 국제축구대회
| 날짜            | 팀 1          | 스코어 | 팀 2         | 라운드 |
| --------------- | ------------- | ------ | ------------ | ------ |
| 1979년 9월 15일 | 비토리아 FC   | 5 - 0  | 말레이시아 B | B조    |
| 1979년 9월 15일 | 대한민국 충무 | 2 - 0  | 인도네시아   | B조    |

### 1980년 대통령배 국제축구대회
| 날짜            | 팀 1          | 스코어 | 팀 2       | 라운드 |
| --------------- | ------------- | ------ | ---------- | ------ |
| 1980년 8월 29일 | 말레이시아 B  | 1 - 4  | 태국       | 예선   |
| 1980년 8월 29일 | 대한민국 충무 | 1 - 1  | 인도네시아 | 예선   |
| 1980년 8월 29일 | 대한민국 충무 | 5 - 0  | 바레인     | 예선   |

### 1982년 대통령배 국제축구대회
| 날짜            | 팀 1           | 스코어 | 팀 2   | 라운드 |
| --------------- | -------------- | ------ | ------ | ------ |
| 1982년 6월 11일 | PSV 에인트호번 | 1 - 1  | 인도   | A조    |
| 1982년 6월 11일 | 대한민국 화랑  | 3 - 0  | 바레인 | A조    |

### 1984년 대통령배 국제축구대회
| 날짜           | 팀 1               | 스코어 | 팀 2          | 라운드 |
| -------------- | ------------------ | ------ | ------------- | ------ |
| 1984년 6월 1일 | 바이어 04 레버쿠젠 | 2 - 0  | 과테말라      | A조    |
| 1984년 6월 1일 | 대한민국           | 2 - 2  | 알리안사 리마 | A조    |

### 1985년 대통령배 국제축구대회

#### 2라운드
| 날짜           | 팀 1            | 스코어 | 팀 2      | 라운드 |
| -------------- | --------------- | ------ | --------- | ------ |
| 1985년 6월 8일 | 센트랄 에스파뇰 | 0 - 0  | 방구 AC   | A조    |
| 1985년 6월 8일 | 대한민국        | 3 - 0  | 바레인    | A조    |
| 1985년 6월 9일 | 캐나다          | 1 - 6  | 이라크    | B조    |
| 1985년 6월 9일 | 대한민국        | 4 - 1  | CA 우라칸 | B조    |

### 1986년 아시안 게임 축구
| 날짜            | 팀 1       | 스코어 | 팀 2           | 라운드 |
| --------------- | ---------- | ------ | -------------- | ------ |
| 1986년 9월 21일 | 말레이시아 | 1 - 3  | 사우디아라비아 | C조    |
| 1986년 9월 21일 | 카타르     | 1 - 1  | 인도네시아     | C조    |
| 1986년 9월 23일 | 카타르     | 1 - 1  | 말레이시아     | C조    |
| 1986년 9월 25일 | 인도네시아 | 0 - 2  | 사우디아라비아 | C조    |
| 1986년 9월 27일 | 인도네시아 | 1 - 0  | 말레이시아     | C조    |
| 1986년 9월 29일 | 카타르     | 0 - 1  | 사우디아라비아 | C조    |

### 1988년 대통령배 국제축구대회
| 날짜            | 팀 1               | 스코어 | 팀 2                  | 라운드 |
| --------------- | ------------------ | ------ | --------------------- | ------ |
| 1988년 6월 19일 | 미국 올림픽 대표팀 | 2 - 3  | 이와냐누 나티오날레   | C조    |
| 1988년 6월 19일 | 소련 B팀           | 3 - 0  | 퀸즈 파크 레인저스 FC | C조    |

### 1988년 하계 올림픽 축구
| 날짜            | 팀 1           | 스코어 | 팀 2         | 라운드 |
| --------------- | -------------- | ------ | ------------ | ------ |
| 1988년 9월 17일 | 이탈리아       | 5 - 2  | 과테말라     | B조    |
| 1988년 9월 18일 | 오스트레일리아 | 1 - 0  | 유고슬라비아 | D조    |
| 1988년 9월 19일 | 잠비아         | 4 - 0  | 이탈리아     | B조    |
| 1988년 9월 21일 | 잠비아         | 4 - 0  | 과테말라     | B조    |
| 1988년 9월 25일 | 잠비아         | 0 - 4  | 서독         | 8강    |

### 1989년 대통령배 국제축구대회
| 날짜            | 팀 1          | 스코어 | 팀 2        | 라운드 |
| --------------- | ------------- | ------ | ----------- | ------ |
| 1989년 6월 21일 | SL 벤피카     | 2 - 1  | 미국 U-21   | A조    |
| 1989년 6월 21일 | 대한민국 청룡 | 3 - 0  | 헝가리 U-21 | A조    |

### 1991년 대통령배 국제축구대회
| 날짜            | 팀 1          | 스코어 | 팀 2       | 라운드 |
| --------------- | ------------- | ------ | ---------- | ------ |
| 1991년 6월 11일 | 이집트        | 6 - 0  | 인도네시아 | A조    |
| 1991년 6월 11일 | 대한민국 청룡 | 1 - 1  | 몰타       | A조    |

## 참고 문헌
- 〈광주무등경기장〉. 《한국민족문화대백과사전》. 한국학중앙연구원.
- 이태신 (2000년 2월 25일). 〈광주무등경기장〉. 《체육학대사전》. 민중서관.

## 같이 보기
- 광주무등경기장 야구장
- 광주기아챔피언스필드